# L'Homme de la mort
Pour plus de détails, voir Fiche technique et Distribution.
L'Homme de la mort (Der Totmacher) est un film allemand de Romuald Karmakar, sorti le 23 novembre 1995.

## Synopsis
Ce film est un huis clos qui montre en détail l'entretien entre un expert psychiatrique et un assassin nommé Fritz Haarmann (directement inspiré de Fritz Haarmann), en présence d'un greffier quasi-muet qui note tout ce qui se dit entre les deux autres personnages.

## Fiche technique
- Décors : Toni Lüdi
- Costumes : Peri de Bragança
- Photographie : Fred Schuler
- Montage : Peter Przygodda
- Production : Romuald Karmakar, Christian Granderath, Gebhard Henke, Thomas Schühly
- Société de distribution : Warner Bros.
- Format : couleurs (Eastmancolor)
- Langue : allemand

## Distribution
- Götz George : Fritz Haarmann
- Jürgen Hentsch : Dr Ernst Schultze
- Pierre Franckh : le greffier
- Hans-Michael Rehberg : commaissaire Rätz
- Matthias Fuchs : Dr Machnik
- Marek Harloff : Kress, le travailleur social
- Christian Honhold : Schweimler, le gardien
- Rainer Feisthorn : médecin

## Analyse
La scène se passe en Allemagne autour de 1924. Inspiré d'un fait réel (le même qui inspira Fritz Lang pour M le maudit), on peut malgré tout supposer que le réalisateur s'en inspire assez librement (par exemple lorsque l'assassin se réjouit de passer au cinéma dans le monde entier).
Très influencé par le kammerspiel, ce film présente notamment un éventail de mouvements d'appareil et de prises de vue qui donne à ce dialogue d'une heure et quarante minute une dynamique prononcée ; terme employé à dessein car les prises de vue soulignent en particulier les différents types de dialogues qui s'établissent entre les deux protagonistes.
Dès le départ l'« expert » est persuadé que l'assassin est moins bête que ce qu'il veut bien laisser paraître. Il passera la totalité du film à chercher des indices dans le discours de l'assassin, presque à la manière d'un policier.
Des indices de quoi ? Toute la question est là. De sa folie afin de le sauver de la peine de mort ? De son « humanité » ?
Ce film « tourne autour » (à la manière de la caméra) de deux êtres humains qui tentent de dialoguer, de trouver des mots communs.
« Quelle est la capitale de l'Allemagne ? »
« Combien de fois 100 pour obtenir 1000 ? »
L'homme n'est pas idiot.
Suivent des questions sur sa vie sexuelle, peu morale aux yeux de l'expert chrétien-conservateur, mais pas si « déviante » que cela non plus. L'homosexualité est quand même interdite à l'époque.
Là où le dialogue achoppe réellement est lors des questions sur les meurtres. L'assassin décrit comment il a patiemment découpé ses victimes pour se débarrasser des corps. Beaucoup de détails qui ne le gênent pas du tout. Il en rit, tout en se sachant condamné. C'est l'« expert » qui se cherche à ce moment-là, dirait-on, à l'image du greffier qui semble particulièrement attentif lorsque l'assassin décrit ses expériences homosexuelles.
Ce film traite avant tout de la communication, ou de l'impossible communication entre les hommes.
Deux moments de « véritable » compassion mutuelle émergent avec difficulté : le moment où l'expert offre un cigare au condamné, et le moment où le condamné lui demande s'ils se verront encore une fois avant son exécution. Plus ironiquement, les passages où le condamné se réjouit de devenir célèbre et même de passer à la postérité pour son crime doivent également faire vibrer quelque chose chez l'expert même si celui-ci rétorque qu'il ne souhaiterait pas devenir célèbre à ce prix...
À noter, l'expertise psychologique historique a été publiée sous le nom de Haarmann-Protokolle  (ISBN 3-499-60163-X).

## Récompenses
- Prix du film allemand
- Coupe Volpi (Mostra de Venise 1995) - Meilleur acteur pour Götz George